# Antoni de Ros i Moner
Antoni de Ros i Moner, Antonius Roscius en llatí (Perpinyà, segle xvi - Perpinyà, segle xvi) va ser un polític i jurisconsult nord-català. Hom l'ha considerat un precursor de l'Escola de Cervera  del segle xviii.

## Biografia
Antoni de Ros era membre d'una família d'on en sorgirien un gran nombre de gent de lleis, començada pel seu pare Joan Ros  i continuada pel seu germà Pere Ros  que fou jutge. L'Antoni es doctorà en dret a la Universitat de Perpinyà, d'on en seria nomenat rector el 1541. Jurista expert, especialitzat en dret civil, rebé els càrrecs d'oïdor de l'Audiència de Catalunya i conseller del Consell Reial de Catalunya. El 1564 publicà a Barcelona uns erudits comentaris a les Institutes de Justinià, molt elogiats per Josep Finestres:
| « | es his qui Romanas Leges eruditionis veluti face illustraverunt, primus fuit Ant. Roscius, qui ab Andrea Alciato primo Jurisprudentiae Romanae restauratore edoctus, et tanti praeceptoris in juri civile exponendo adhibita politiarum litterarum ope exemplum sequutus egregios emisit "Memorabilium Juris libros 111" in quibus Institutionem Justineanearum proemium Justitiae et Jurisprudentiae, itemque Juris naturalis, Gentium et Civilis definitiones eleganter explicavit; deque origine Juris et Magistratihus, pari elegantia vel eruditione disseruit. Et maxime dolendum plures alias Roscii nostri lucubrationes ipsius heredum neg1igentia periisse. | » |
| — | |   |

El 1541 esposà Àngela d'Oms, neta de Guillem d'Oms i Fabra  i filla de Garau (Joan?) d'Oms i Perapertusa, amb qui tingué un fill, Jaume de Ros i d'Oms, cavaller, i quatre filles: Antònia, Esperança, N (?) i Hipòlita.
En un estudi bibliomètric modern s'esmenta un inventari del 1583 (testamentari ?) de la seva biblioteca privada. Deixà inèdites diverses obres.

## Obres
- Ad inviclissimum foelicissimumque Philippum Hispaniorum regem catholicum Memorabilium Libri III, Antonii Roscii perpinianensis, Iurisconsulti Regique Senatoris in Sacro Regio Barcinon. Consilio.  Barcinone: Claudium Bornatium, 1564. «Llibre electrònic». [Consulta: 1r novembre 2014].